# Las Vegas Plaza
De Las Vegas Plaza was een gepland luxehotel en casino aan de Las Vegas Strip in Paradise (Nevada). De El-Ad Group wilde de site van het voormalige New Frontier Hotel and Casino, dat in 2007 gesloten en afgebroken werd, ontwikkelen, maar moest de plannen in 2008 uitstellen en in 2011 annuleren door de economische crisis. In 2015 werd een nieuw project aangekondigd, Alon Las Vegas, maar dat werd in 2016 eveneens stopgezet.

## Ontwerp
De Las Vegas Plaza zou een complex worden met zeven torens en in totaal 6.700 hotelkamers. Het complex zou in het totaal 1.401.056 m² groot worden. 4.100 kamers zouden hotelkamers worden, de andere 2.600 zouden appartementen worden met de mogelijkheid om ze te laten verhuren als de eigenaar zelf afwezig was.
Naast de kamers zou er nog een 16.340 m² groot casino komen, het grootste casino worden van de Strip. Daarnaast was er 12.500 m² ruimte beschikbaar voor restaurants, bars en nachtclubs. Er waren plannen voor een 32.320 m² groot winkelcentrum en 50.131 m² groot conferentiecentrum. Het hotel zou verder beschikken over een theater met plek voor 1.500 bezoekers, een health club en er zouden verschillende zwembaden komen. Tevens zou er 308.200 m² worden vrijgemaakt voor een parkeergarage.